# Trachystemon creticum
Espèce
Classification phylogénétique
Trachystemon creticum est une espèce de plantes à fleurs de la famille des Boraginacées. C'est une plante herbacée originaire de Grèce.

## Position taxonomique
Comme le genre, Trachystemon creticum appartient à la sous-famille des Boraginoideae.
La plante a été découverte par Joseph Pitton de Tournefort sur le mont Ida.
Cette espèce avait d'abord été placée dans le genre Borago par Carl Ludwig von Willdenow en 1798 : Borago cretica Willd.
En 1838, George Don réalise la complète description de l'espèce et la place dans le genre Trachystemon : Trachistemon creticum (Willd.) D.Don ex G.Don .
En 1846, Augustin Pyrame de Candolle et Alphonse Pyrame de Candolle, en renommant le genre Trachystemon en Psilostemon, créent un synonyme : Psilostemon creticum (L.) DC. & A.DC.
En 1928, Mihail Gușuleac crée le genre Procopiania qui reprend cette seule espèce du genre Trachystemon : Procopiania cretica (Willd.) Gușul.
Enfin, en 1967, Hans Runemark la place dans le genre Symphytum : Symphytum creticum (Willd.) Runemark
Aucun index ne tranche clairement sur les différentes positions taxinomiques, mais la forme de la fleur l'apparente très nettement au genre Trachystemon, préférentiellement au genre Symphytum. Sa rareté (présence en Grèce uniquement) n'engage pas à des recherches phylogénétiques poussées.

## Description
Trachystemon creticum est une plante herbacée vivace, aux racines fusiformes, de petite taille et couverte d'une pilosité abondante.
Les feuilles sont ovales, légèrement ondulées.
Les fleurs sont pédonculées, en cymes lâches. Elles sont blanches à bleu-pâle, au calice à cinq échancrures. La corolle a un tube cylindrique, à cinq lobes linéaires. Elle porte cinq étamines roses avec à la base cinq glandes protectrices couvertes de poils.
Le nombre de base de chromosomes (gamétophyte) est de 14.

## Distribution
Cette espèce est originaire de Grèce : elle a été trouvée en Crète, dans l'île de Zante et au mont Athos.